# Nélson Semedo
Nélson Cabral Semedo (n. 16 noiembrie 1993, Lisabona, Portugalia) este un fotbalist portughez liber de contract, care joacă pe post de fundaș lateral.

## Statistici carieră

### Club
La 25 octombrie 2017.
| Club          | Sezon         | Campionat        | Campionat | Campionat | Cupă    | Cupă   | Cupa Ligii | Cupa Ligii | Europa  | Europa | Altele  | Altele | Total   | Total  |
| Club          | Sezon         | Divizie          | Meciuri   | Goluri    | Meciuri | Goluri | Meciuri    | Goluri     | Meciuri | Goluri | Meciuri | Goluri | Meciuri | Goluri |
| ------------- | ------------- | ---------------- | --------- | --------- | ------- | ------ | ---------- | ---------- | ------- | ------ | ------- | ------ | ------- | ------ |
| Sintrense     | 2011–12       | Terceira Divisão | 26        | 5         | 1       | 0      | —          | —          | —       | —      | —       | —      | 27      | 5      |
| Fátima (loan) | 2012–13       | Segunda Divisão  | 29        | 0         | 2       | 0      | —          | —          | —       | —      | —       | —      | 31      | 0      |
| Benfica B     | 2013–14       | Segunda Liga     | 17        | 0         | —       | —      | —          | —          | —       | —      | —       | —      | 17      | 0      |
| Benfica B     | 2014–15       | Segunda Liga     | 42        | 1         | —       | —      | —          | —          | —       | —      | —       | —      | 42      | 1      |
| Benfica B     | 2015–16       | Segunda Liga     | 4         | 3         | —       | —      | —          | —          | —       | —      | —       | —      | 4       | 3      |
| Benfica B     | Total         | Total            | 63        | 4         | —       | —      | —          | —          | —       | —      | —       | —      | 63      | 4      |
| Benfica       | 2015–16       | Primeira Liga    | 12        | 1         | 0       | 0      | 2          | 0          | 3       | 0      | 1       | 0      | 18      | 1      |
| Benfica       | 2016–17       | Primeira Liga    | 31        | 1         | 4       | 0      | 2          | 0          | 8       | 1      | 1       | 0      | 46      | 2      |
| Benfica       | Total         | Total            | 43        | 2         | 4       | 0      | 4          | 0          | 11      | 1      | 2       | 0      | 64      | 3      |
| Barcelona     | 2017–18       | La Liga          | 5         | 0         | 1       | 0      | —          | —          | 2       | 0      | 1       | 0      | 9       | 0      |
| Total carieră | Total carieră | Total carieră    | 166       | 12        | 8       | 0      | 4          | 0          | 13      | 1      | 3       | 0      | 194     | 13     |

Note
1. 1 2 3  Appearances in the UEFA Champions League
2. 1 2  Appearances in the Supertaça Cândido de Oliveira
3. ↑  Appearances in the Supercopa de España

### Internațional
La meciul jucat 7 octombrie 2017.
| Echipa Națională | An    | Meciuri | Goluri |
| ---------------- | ----- | ------- | ------ |
| Portugalia       | 2015  | 1       | 0      |
| Portugalia       | 2016  | 0       | 0      |
| Portugalia       | 2017  | 6       | 0      |
| Total            | Total | 7       | 0      |

## Palmares

### Club
Benfica
- Primeira Liga: 2015–16, 2016–17
- Taça de Portugal: 2016–17
- Taça da Liga: 2015–16
- Supertaça Cândido de Oliveira: 2016

Barcelona
- Supercopa de España: Vice-campioni 2017[5]

### International
Portugalia
- Cupa Confederațiilor FIFA: Locul trei 2017

### Individual
- LPFP Primeira Liga Breakthrough Player of the Year: 2016–17